# Pochylec Duży

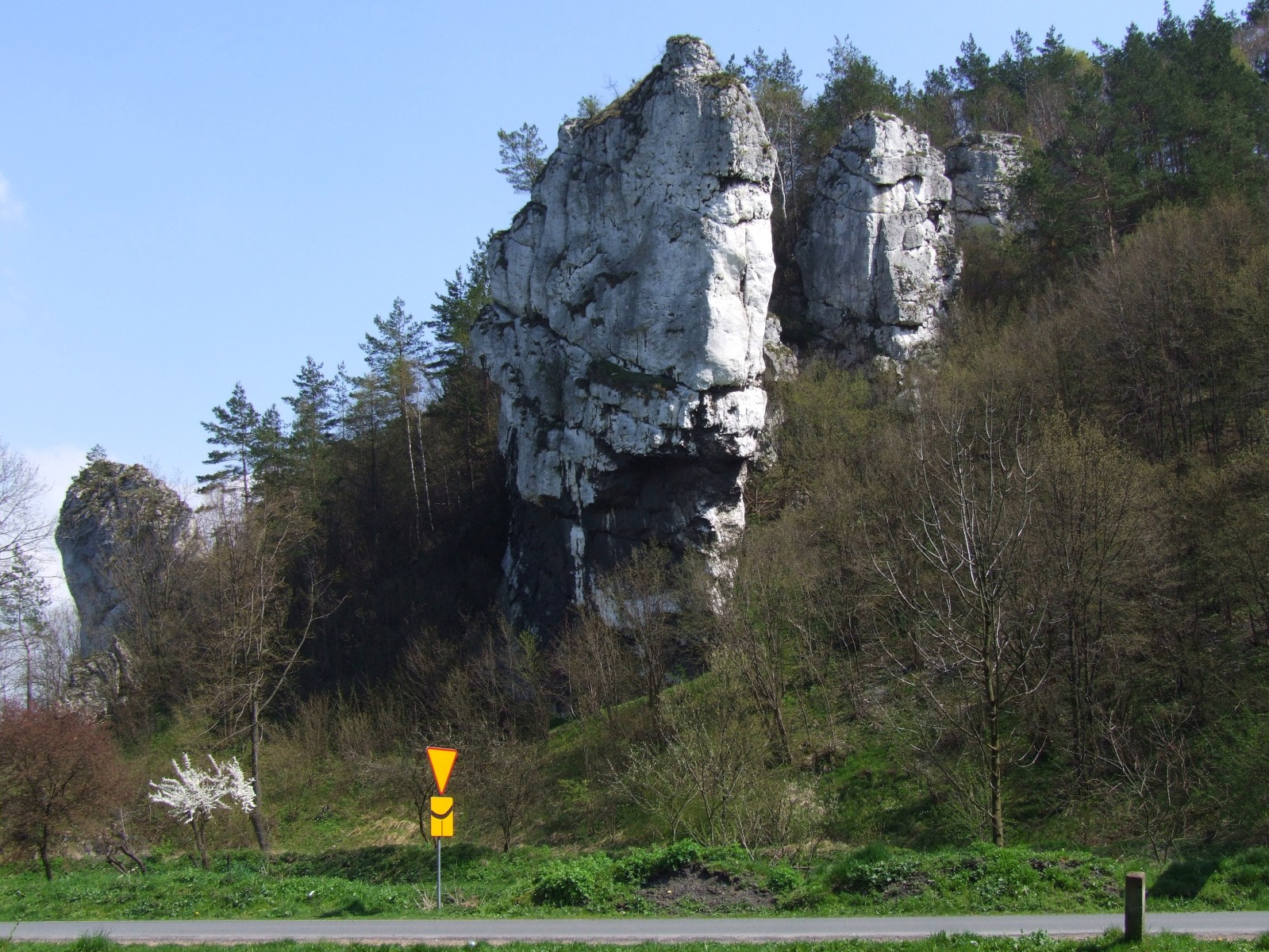
Pochylce

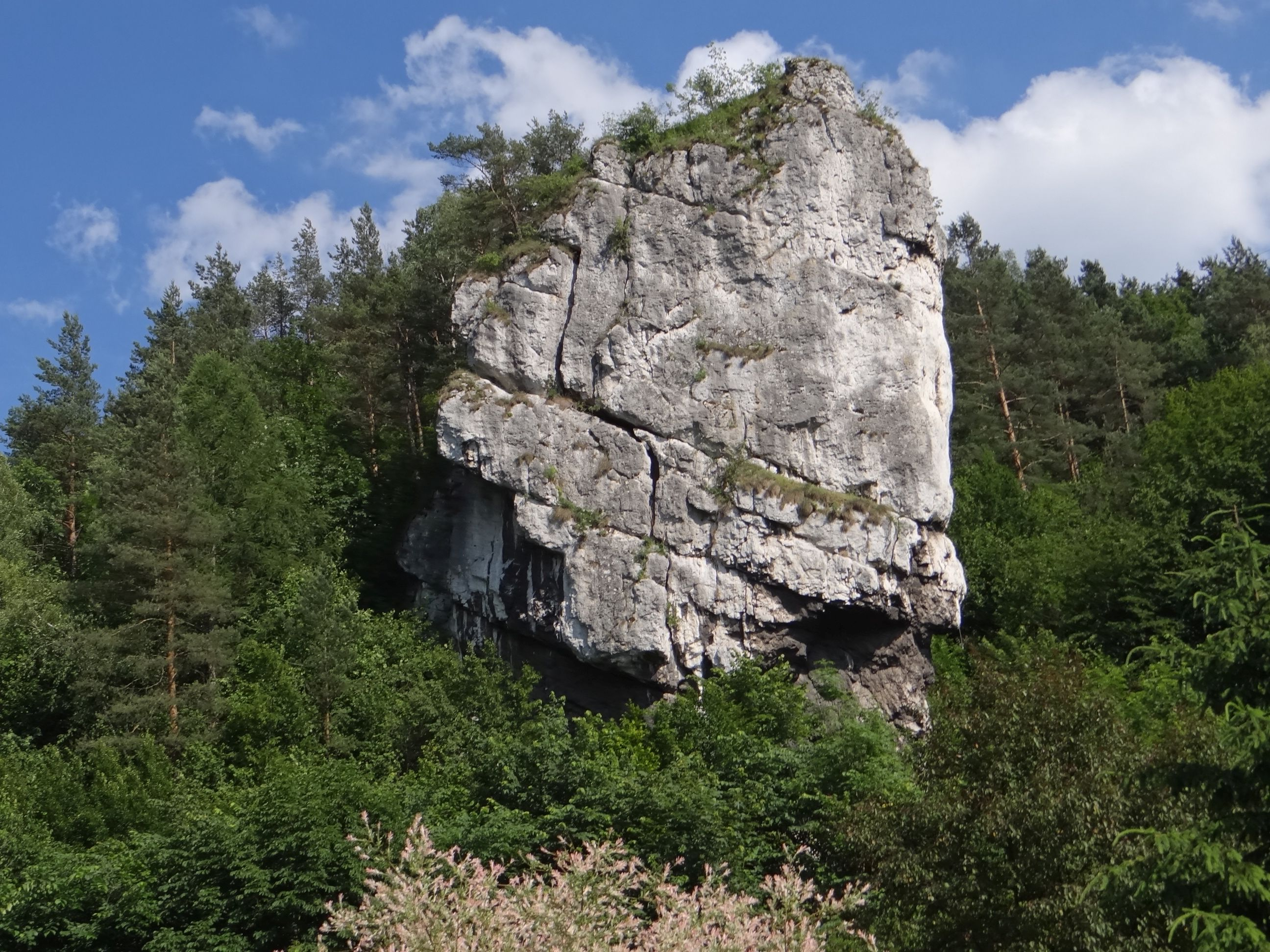
Pochylec Duży. Ściana zachodnia

Pochylec Duży – skała na orograficznie lewym zboczu Doliny Prądnika na obszarze Ojcowskiego Parku Narodowego. Jest jedną z dwóch położonych blisko siebie skał zwanych Pochylcami (druga skała to Pochylec).  Skały te znajdują się przy skrzyżowaniu drogi nr 773 z drogą do Ojcowa, administracyjnie w obrębie miasta Skała w województwie małopolskim, w powiecie krakowskim, w gminie miejsko-wiejskiej Skała.
Pochylec Duży to zbudowana z wapienia skalistego turnia o wysokości do 26 m. Uprawiana jest na niej wspinaczka skalna.

## Drogi wspinaczkowe
Na Pochylcu Dużym jest 17 dróg wspinaczkowych i jeden projekt. Wszystkie drogi mają zamontowane stałe punkty asekuracyjne: ringi (r), stanowisko zjazdowe (st) lub dwa ringi zjazdowe (drz).

Ściana wschodnia
1. Windą na balkon chwały; 9r + st, VI.5, 28 m
2. Karp i ja; 10r + st, VI.3+, 28 m
3. Sen typa; 11r + st, VI.4, 28 m
4. Magia zapasu; st, VI+, 28 m
5. Jasna strona mocy; 11r + st, VI.5+/6, 28 m
6. Ranny slalom; 11r + st, VI.4+, 29 m
7. Leserówka; 12r + st, VI.4, 29 m
8. Leserówka wprost; 11r + st, VI.3+/4, 29 m
9. Mister twister; 12r + st, VI.4+, 28 m
10. Żądza męskiego czynu; drz, V+, 24 m
11. Czyn taternicki; drz, VI, 24 m
12. Dogięcia zwierzęcia; 9r + st, VI.3+, 25 m
13. Pół żartem, pół tradem; 4r + drz, VI.1, 24 m
14. Projekt (Sabotaż życia); 8r + st, 22 m
15. Ameba emocjonalna; 6r + st, VI.3, 16 m

Ściana zachodnia
1. The Trooper; st, VI.1+, 29 m
2. Ma gira; 12r + st, VI.4+, 29 m
3. Windą na balkon chwały; 11r + st, VI.5, 28 m[3].